# Ixamatus barina
Espèce
Ixamatus barina est une espèce d'araignées mygalomorphes de la famille des Microstigmatidae.

## Distribution
Cette espèce est endémique du Queensland en Australie. Elle se rencontre sur le plateau d'Atherton vers Baldy, dans la forêt d'État de Malaan, sur le mont Fisher et sur le mont Bellenden Ker.

## Description
La carapace du mâle holotype mesure 5,81 mm de long sur 5,06 mm et l'abdomen 5,94 mm de long sur 3,13 mm et la carapace de la femelle paratype mesure 7,38 mm de long sur 5,63 mm et l'abdomen 9,20 mm de long sur 5,80 mm.

## Publication originale
- Raven, 1982 : Systematics of the Australian mygalomorph spider genus Ixamatus Simon (Diplurinae: Dipluridae: Chelicerata). Australian Journal of Zoology, vol. 30, no 6, p. 1035-1067.